# کارمن کوستا
کارمن کوستا یا کارملیتا مادریاگا (۵ ژوئیه ۱۹۲۰، تراجانو دی مورائس - ۲۵ آوریل ۲۰۰۷، ریو دو ژانیرو) یک خواننده و آهنگساز آفریقایی-برزیلی اهل برزیل بود.
صدای این خواننده آفریقایی‌تبار طی سال‌ها از رادیو برزیل پخش می‌شد. او در اواخر دوران نوجوانی، در اوایل دهه ۱۹۴۰، کار موسیقی خود را آغاز کرد. کوستا در ادامه با بسیاری از مهم‌ترین هنرمندان سامبا، بوسا نوا و موسیقی‌دانان قرن بیستم همکاری کرد. او همچنین مدتی در ایالات متحده به سر برد و در چند فیلم ظاهر شد و فهرستی از آثار محبوب خلق کرد.
در ۵ ژوئیه ۲۰۱۶ موتور جستجوی گوگل به مناسبت ۹۶مین سالروز تولد کارمن کوستا و به افتخار او گوگل دودل صفحه اصلی خود را در برزیل تغییر داد.